# Henry Campbell Black

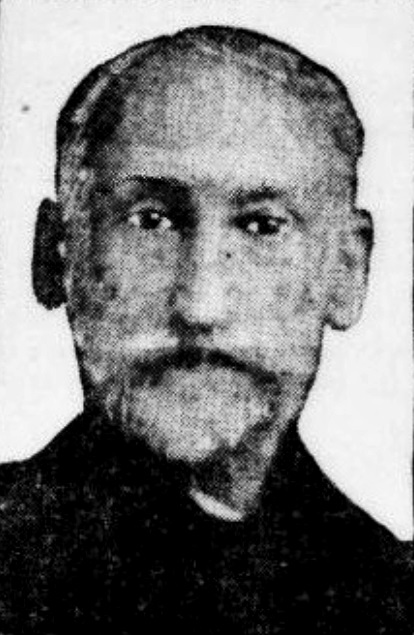
Henry Campbell Black en un periódico de 1927.

Henry Campbell Black (17 de octubre de 1860 – 19 de marzo de 1927) fue el fundador del Black's Law Dictionary, el diccionario de derecho más importante de Estados Unidos, publicado por primera vez en 1891.
Nació en Ossining, New York, fue también editor de The Constitutional Review desde 1917 hasta su muerte en 1927.